# Androy (plaats)
Androy is een plaats en commune in het zuiden van Madagaskar, behorend tot het district Fianarantsoa II, dat gelegen is in de regio Haute Matsiatra. Tijdens een volkstelling in 2001 telde de plaats 9.121 inwoners.
- Library of Congress Control Number: n88056053
- Nationale Bibliotheek van Israël: 987007560272405171
- Système universitaire de documentation: 027551741
- Virtual International Authority File: 147850903